# José Graziano da Silva
José Graziano da Silva, född 17 november 1949 i Urbana, Illinois, har både brasiliansk och italiensk nationalitet. Graziano da Silva är generaldirektör för FN:s livsmedels- och jordbruksorganisation (FAO) sedan 1 januari 2012 och är vald för en mandatperiod till 31 juli 2015.
I Brasilien ansvarade Graziano da Silva 2003 för att utarbeta och genomföra det lyckade programmet ”noll hunger” (Fome zero). Mellan 2006 och 2011 var han undergeneraldirektör på FAO och regionansvarig för Sydamerika och Karibien.
Graziano da Silva har en kandidatexamen i agronomi, en masterexamen i jordbruksekonomi och sociologi från universitetet i São Paulo och en doktorsexamen i ekonomi från universitetet i Campinas. Dessutom har han genomfört en postdok i Latinamerikastudier (University College of London) och en i miljövetenskap (University of California, Santa Cruz).